# Раки-щелкуны
Раки-щелкуны (лат. Alpheidae) — семейство ракообразных из инфраотряда настоящих креветок (Caridea) отряда десятиногих (Decapoda). Характерная особенность — асимметричное развитие клешней, бо́льшая из которых обычно способна производить громкий щёлкающий звук.
Семейство распространено по всему миру и состоит из примерно 1119 видов, входящих в 38 или большее число родов. Два наиболее значимых — Alpheus и Synalpheus, в которые входят 250 и 100 видов соответственно. Большинство представителей роют норы и являются обычными обитателями коралловых рифов, подводных скоплений морской травы и устричных банок. В то время как большинство родов и видов обитают в тропических и умеренных прибрежных и морских водах, Betaeus живут в холодных морях, а Potamalpheops только в проточных пещерах.
Колонии раков-щелкунов могут создавать помехи работе сонаров и подводной связи. Эти животные являются важным источником звуков в океане.

## Описание
Раки-щелкуны вырастают лишь до 3—6 см в длину. При этом большая клешня креветки превышает по размеру половину её тела. Она может быть как правой, так и левой и, в отличие от клешней большинства креветок, не имеет типичного для них пинцетоподобного окончания. Вместо него имеется напоминающее пистолет образование, состоящее из двух частей. Их соединение позволяет «молоту» принять положение под прямым углом. При сжатии он вщёлкивается в другую часть клешни, испуская невероятно мощную волну пузырьков, способную оглушить более крупную рыбу и разбить небольшую стеклянную банку.

## Экология

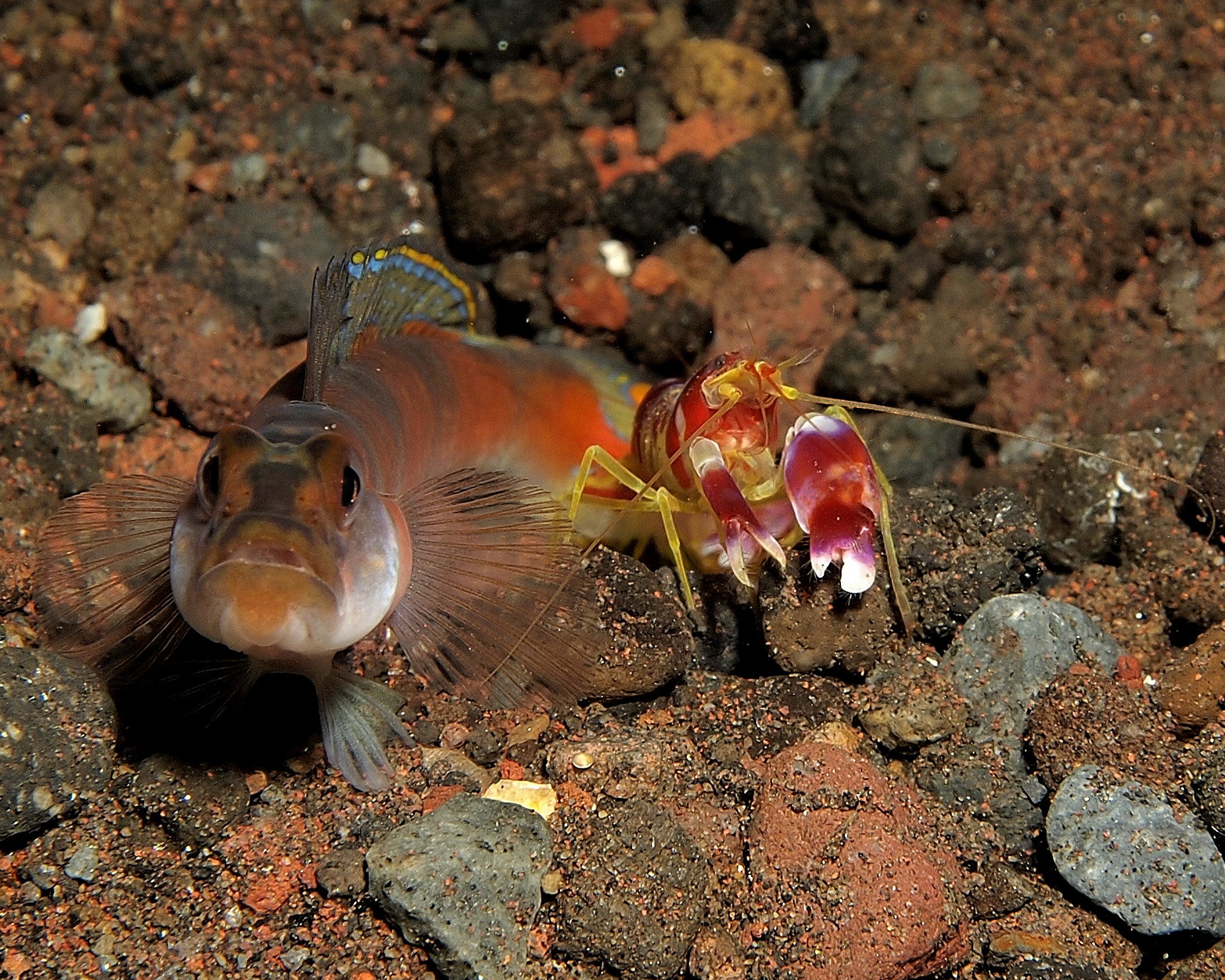
Alpheus randalli с бычком из рода Amblyeleotris

Некоторые виды раков-щелкунов делят норы с рыбами-бычками, таким образом состоя с ними в симбиотических отношениях. Роет такую нору креветка, бычок же обеспечивает безопасность, наблюдая за обстановкой. Когда оба они находятся вне норы, креветка поддерживает контакт с рыбой при помощи своих антенн. Имеющий лучшее зрение бычок предупреждает креветку об опасности характерными движениями хвоста и оба они скрываются в норке. Пока что эта ассоциация наблюдалась у видов, населяющих коралловые рифы.
Эусоциальность известна у представителей рода Synalpheus. Synalpheus regalis живут внутри губок колониями, которые могут насчитывать до 300 особей. Все они являются потомками одной крупной самки, королевы и, возможно, одного самца. Потомки подразделяются на рабочих, которые заботятся о потомстве и солдат, в основном самцов, защищающих колонию своими большими клешнями.

## Щёлканье
Раки-щелкуны борются за титул самого громкого существа в море с такими гораздо более крупными животными как кашалоты и белухи.
Щёлканье используется как для охоты, так и для коммуникации. Охотясь, креветка обычно затаивается в укрытии, например, в норке, выставив наружу свои антенны, чтобы узнать о том, что мимо проплывает рыба. Уловив движение, она выскакивает из укрытия, щёлкает клешнёй и оглушает добычу. Затем рыба затаскивается в норку и поедается.

## Классификация

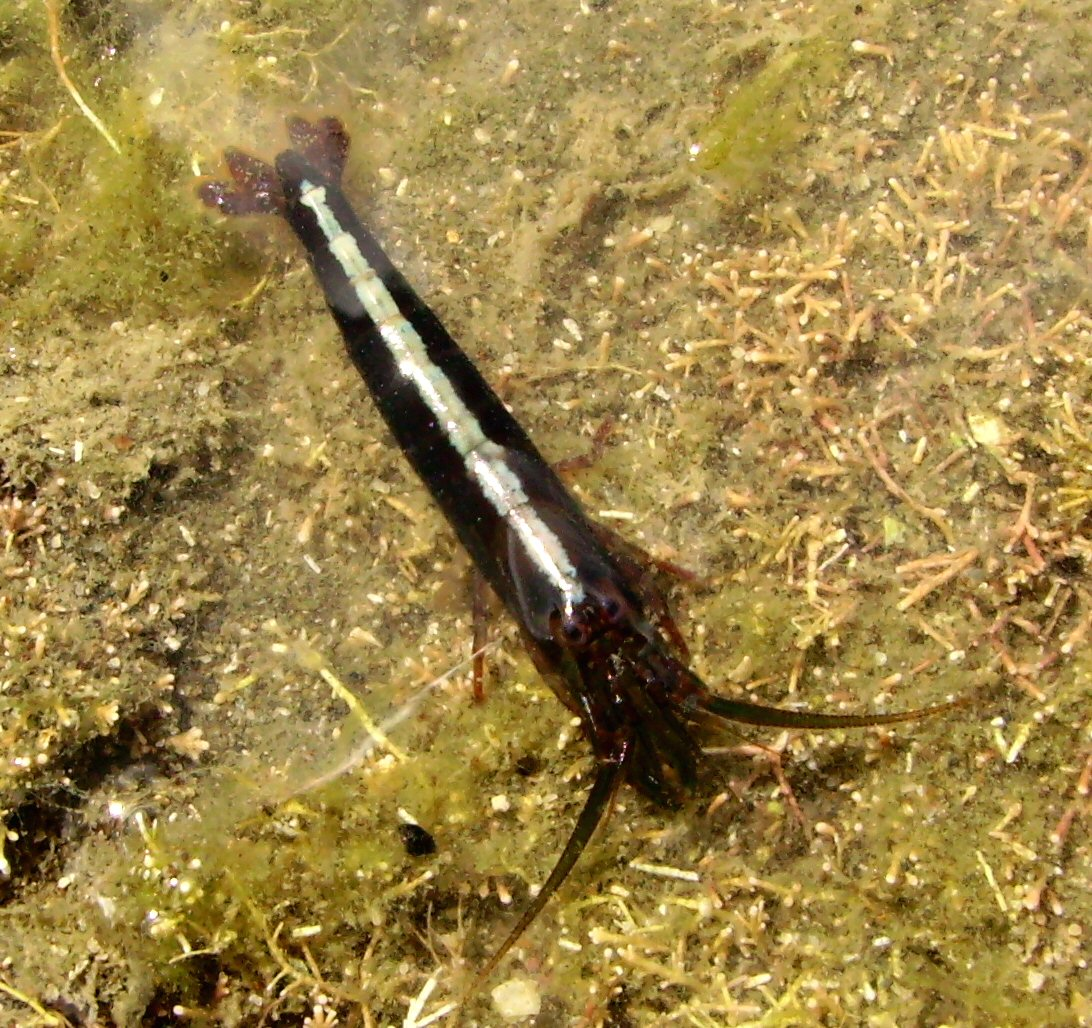
Betaeopsis aequimanus

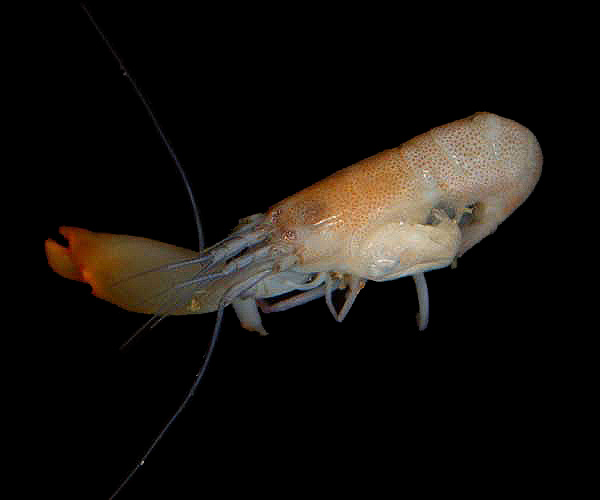
Synalpheus fritzmuelleri

В семейство Alpheidae включают более 620 видов, объединённых в 45 родов. Крупнейшие из них: Alpheus с 283 и Synalpheus с 146 видами.
- Acanthanas Anker, Poddoubtchenko & Jeng, 2006
- Alpheopsis Coutière, 1896
- Alpheus Fabricius, 1798
- Amphibetaeus Coutière, 1896
- Arete Stimpson, 1860
- Aretopsis De Man, 1910
- Athanas Leach, 1814
- Athanopsis Coutière, 1897
- Automate De Man, 1888
- Bannereus Bruce, 1988
- Batella Holthuis, 1955
- Bermudacaris Anker & Iliffe, 2000
- Betaeopsis Yaldwyn, 1971
- Betaeus Dana, 1852
- Bruceopsis Anker, 2010
- Coronalpheus Wicksten, 1999
- Coutieralpheus Anker & Felder, 2005
- Deioneus Dworschak, Anker & Abed-Navandi, 2000
- Fenneralpheus Felder & Manning, 1986
- Harperalpheus Felder & Anker, 2007
- Jengalpheops Anker & Dworschak, 2007
- Leptalpheus Williams, 1965
- Leptathanas De Grave & Anker, 2008
- Leslibetaeus Anker, Poddoubtchenko & Wehrtmann, 2006
- Metabetaeus Borradaile, 1899
- Metalpheus Coutière, 1908
- Mohocaris Holthuis, 1973
- Nennalpheus Banner & Banner, 1981
- Notalpheus G. Méndez & Wicksten, 1982
- Orygmalpheus De Grave & Anker, 2000
- Parabetaeus Coutière, 1896
- Pomagnathus Chace, 1937
- Potamalpheops Powell, 1979
- Prionalpheus Banner & Banner, 1960
- Pseudalpheopsis Anker, 2007
- Pseudathanas Bruce, 1983
- Pterocaris Heller, 1862
- Racilius Paul’son, 1875
- Richalpheus Anker & Jeng, 2006
- Rugathanas Anker & Jeng, 2007
- Salmoneus Holthuis, 1955
- Stenalpheops Miya, 1997
- Synalpheus Bate, 1888
- Thuylamea Nguyên, 2001
- Triacanthoneus Anker, 2010
- Vexillipar Chace, 1988
- Yagerocaris Kensley, 1988